# Friedrich von Pückler
Friedrich Wilhelm August Erdmann Graf von Pückler, Freiherr von Groditz (* 29. Mai 1786 in Schweidnitz; † 3. Juli 1856 in Mallmitz) war ein preußischer Generalleutnant, Herr auf Kempen (Posen) sowie Ehrenritter des Johanniterordens.

## Leben

### Herkunft
Friedrich war der Sohn von Friedrich Johann Ludwig Erdmann von Pückler (* 26. Januar 1756; † 11. November 1806) und dessen Ehefrau Auguste Christiane Charlotte, geborene von Erlach (* 7. November 1767; † 22. Februar 1817), eine Tochter des Generals Friedrich August von Erlach. Sein Vater war preußischer Premierleutnant a. D., zuletzt im Infanterieregiment „von Erlach“ sowie Herr auf Gimmel.

### Leben
Pückler besuchte die Ritterakademie in Liegnitz und trat am 19. Juli 1803 als Fähnrich in das Dragonerregiment „von Prittwitz“ der Preußischen Armee ein. Dort avancierte er am 1. April 1806 zum Sekondeleutnant und nahm während des Vierten Koalitionskrieges an der Schlacht bei Jena teil. Der Kapitulation von Prenzlau konnte Pückler sich entziehen, floh nach Ostpreußen und nahm an den Kämpften bei Preußisch Eylau und Soldau teil. Für sein tapferes Verhalten während des Krieges wurde er am 10. Mai 1808 außer der Reihe zum Premierleutnant befördert. Im Jahr 1809 schloss Pückler sich dem Zug von Schill an und wurde am 10. Oktober 1809 dem 2. Brandenburgischen Husaren-Regiment aggregiert. 1810 musste er sich wegen der Teilnahme am Schillschen Zug vor einem Kriegsgericht verantworten, wurde aber freigesprochen. Daraufhin wurde Pückler am 10. Mai 1811 als Stabsrittmeister dem 2. Schlesischen Husaren-Regiment aggregiert und am 21. März 1812 dem General von Grawert zugeteilt.
Während der Befreiungskriege bewährte sich Pückler als Patrouillenoffizier und bei den Freikorps, die hinter den französischen Linien operierten. Er kämpfte bei der Belagerung von Thionville und bei Großgörschen. Bei Bautzen erwarb er das Eiserne Kreuz II. Klasse. Ferner kämpfte er an der Katzbach, bei Leipzig, Laon und Paris. Außerdem befand er sich in den Gefechten bei Colditz, Rochlitz, Königswartha, Haynau, Liegnitz, Löwenberg, Goldberg, Nauenburg an der Saale, Saint-Dizier, Vitry, Soissons, Coulommiers, Claye, Meaux, Trilport, Montmirail und Saarlouis. Für sein Wirken im Gefecht bei Altenburg wurde Pückler mit dem Eisernen Kreuz I. Klasse ausgezeichnet. In der Zeit wurde er am 2. Dezember 1813 in das National-Kavallerie-Regiment versetzt, am 18. April 1814 zum Rittmeister sowie zum Kommandeur des Jäger-Detachement ernannt. Am 21. Februar 1815 folgte seine Versetzung als Eskadronchef in das Garde-Husaren-Regiment.
Am 30. März 1817 wurde Pückler mit Patent vom 31. März 1817 zum Major befördert. Im Jahr 1825 wurde er mit dem Dienstkreuz ausgezeichnet. Am 19. Dezember 1830 beauftragte man ihn zunächst mit der Führung des 2. Dragoner-Regiments und ernannte Pückler am 10. Februar 1832 zum Regimentskommandeur. In dieser Eigenschaft am 30. März 1832 zum Oberstleutnant befördert, wurde er am 1. Juni 1832 als Kommandeur in das Garde-Husaren-Regiment versetzt. Hier stieg er am 30. März 1834 zum Oberst auf und erhielt am 8. Juni 1838 die Brillanten zum Orden der Heiligen Anna II. Klasse. Am 30. März 1840 wurde er Kommandeur der 1. Kavallerie-Brigade in Königsberg, wurde im April dem Garde-Husaren-Regiment aggregiert sowie am 10. September 1840 zum Generalmajor befördert. Er kam am 25. März 1841 nach Breslau und übernahm dort die 11. Kavallerie-Brigade. Am 18. Januar 1842 wurde Pückler zum Senior des Eisernen Kreuzes II. Klasse ernannt und am 21. Januar 1847 mit dem Kommandeurskreuz des Ordens Heinrichs des Löwen ausgezeichnet. Unter Verleihung des Charakters als Generalleutnant schied Pückler am 4. März 1848 mit der gesetzlichen Pension aus dem aktiven Dienst. Nach seiner Verabschiedung verlieh König Friedrich Wilhelm IV. ihm am 14. Oktober 1848 noch den Roten Adlerorden I. Klasse mit Eichenlaub. Er starb am 3. Juli 1856 auf Mallmitz, dem Gut seines Schwiegersohnes.

### Familie
Pückler heiratete am 24. Dezember 1812 in Muskau Agnes Ursula Luitgardis Klara Gräfin von Pückler (* 5. Oktober 1794; † 26. März 1837) aus dem Haus Muskau. Das Paar hatte mehrere Kinder:
- Agnes Clementine Bianca (* 13. Juli 1815), Stiftsdame in Damenstift Kapsdorf
- Marie Clementine Auguste Hermine (* 2. Dezember 1821; † 15. April 1894) ⚭ 1846 Alfred zu Dohna-Mallmitz (1809–1859)
- Bianca Olympia Georgine (* 4. Juli 1826; † 25. Dezember 1870) ⚭ 1844 Konstantin Graf von Schlabrendorf (* 13. Juni 1812; † 1. Januar 1858), Herr auf Stolz[1]